# Philipp Otto Runge
Philipp Otto Runge (Wolgast, 23 luglio 1777 – Amburgo, 2 dicembre 1810) è stato un pittore tedesco del primo romanticismo.

## Biografia
Figlio di un commerciante, Runge avrebbe dovuto seguire la carriera del padre, ma l'abbandonò ben presto per perseguire la sua aspirazione artistica. Studiò dapprima presso l'Accademia di Copenaghen (1799-1801), quindi a Dresda (1801-1804), dove entrò in contatto con Ludwig Tieck e gli altri Romantici ed iniziò ad interessarsi delle teorie del mistico tedesco del Seicento Jakob Böhme. Nel 1804 sposò Pauline Bassenge, che aveva posato spesso come modella per i suoi quadri, e la coppia si trasferì ad Amburgo. Runge morì di tubercolosi nel 1810 a soli 33 anni.
Runge è, assieme a Caspar David Friedrich, il maggior esponente del Romanticismo tedesco in arte. Entrambi, nelle loro opere, rifiutavano le convenzioni dei pittori accademici, ma, molto più di Friedrich, Runge si dedicò alla raffigurazione della figura umana e soprattutto come ritrattista di bambini creò le sue opere più riuscite (ad esempio I bambini di Hülsenbeck, 1806). Ispirato dal Künstlerroman (romanzo di formazione che narra la crescita e l'educazione di un artista) di Tieck  Le peregrinazioni di Franz Sternbald (Franz Sternbalds Wanderungen), sviluppò una concezione del "paesaggio" come un enorme "geroglifico", cioè un'allegoria o un simbolo (ad esempio le due versioni de Il mattino). All'elaborazione di questa teoria artistica Runge contribuì con il suo scritto "La sfera dei colori" (Farbenkugel), sul quale fu in corrispondenza con Johann Wolfgang von Goethe: ideò una sfera tridimensionale dei colori per classificarli secondo tonalità, luminosità e saturazione.

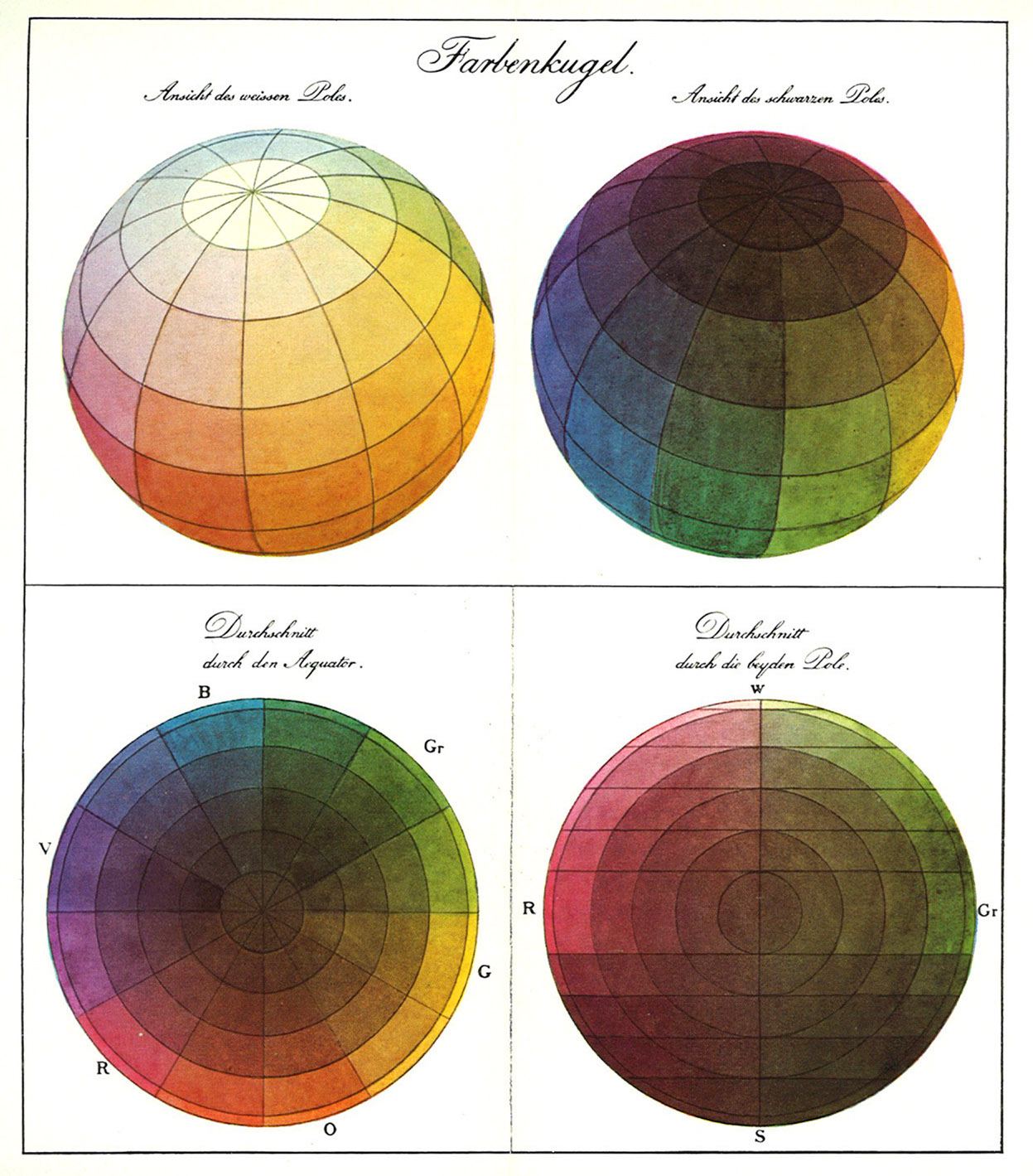
La sfera dei colori come rappresentata da Runge medesimo in un'immagine realizzata per lo scritto stesso in cui essa viene trattata ed esplicata.

Runge fu anche poeta e ideò un ciclo di dipinti, Le fasi del giorno, da vedersi con uno speciale accompagnamento di musica e poesia: in questo modo, perseguiva il sogno, tipicamente romantico, di creare l'opera d'arte totale. In campo letterario, raccolse e mise per iscritto le due fiabe Il ginepro e Il pescatore e sua moglie, cedendole ai fratelli Grimm. Egli stesso divenne personaggio di un romanzo, Il rombo di Günter Grass. Ebbe uno scambio di lettere con Clemens Brentano: il carteggio venne scoperto e pubblicato nel 1974 da Konrad Feilchenfeldt.
La casa natale di Runge a Wolgast è oggi un piccolo museo dedicato all'artista.

## Opere
Sfortunatamente, gran parte delle opere di Runge andò distrutta nel grande incendio scoppiato nel Palazzo di Vetro di Monaco nel 1931:
- Trionfo di Amore (1800);
- Il ritorno dei figli (1800);
- I tempi (quattro incisioni su rame, 1803);
- Madre e bambino alla sorgente (1804, distrutto);
- Pauline con il vestito verde (1804);
- La lezione dell'Usignolo (1804-1805);
- Noi tre (1805; ritratto dell'artista con la moglie e il fratello Daniel, distrutto);
- Il riposo durante la fuga in Egitto (1805-1806);
- Il piccolo mattino (1808);
- Il grande mattino (1808, incompiuto).